# الانزلاق الحر

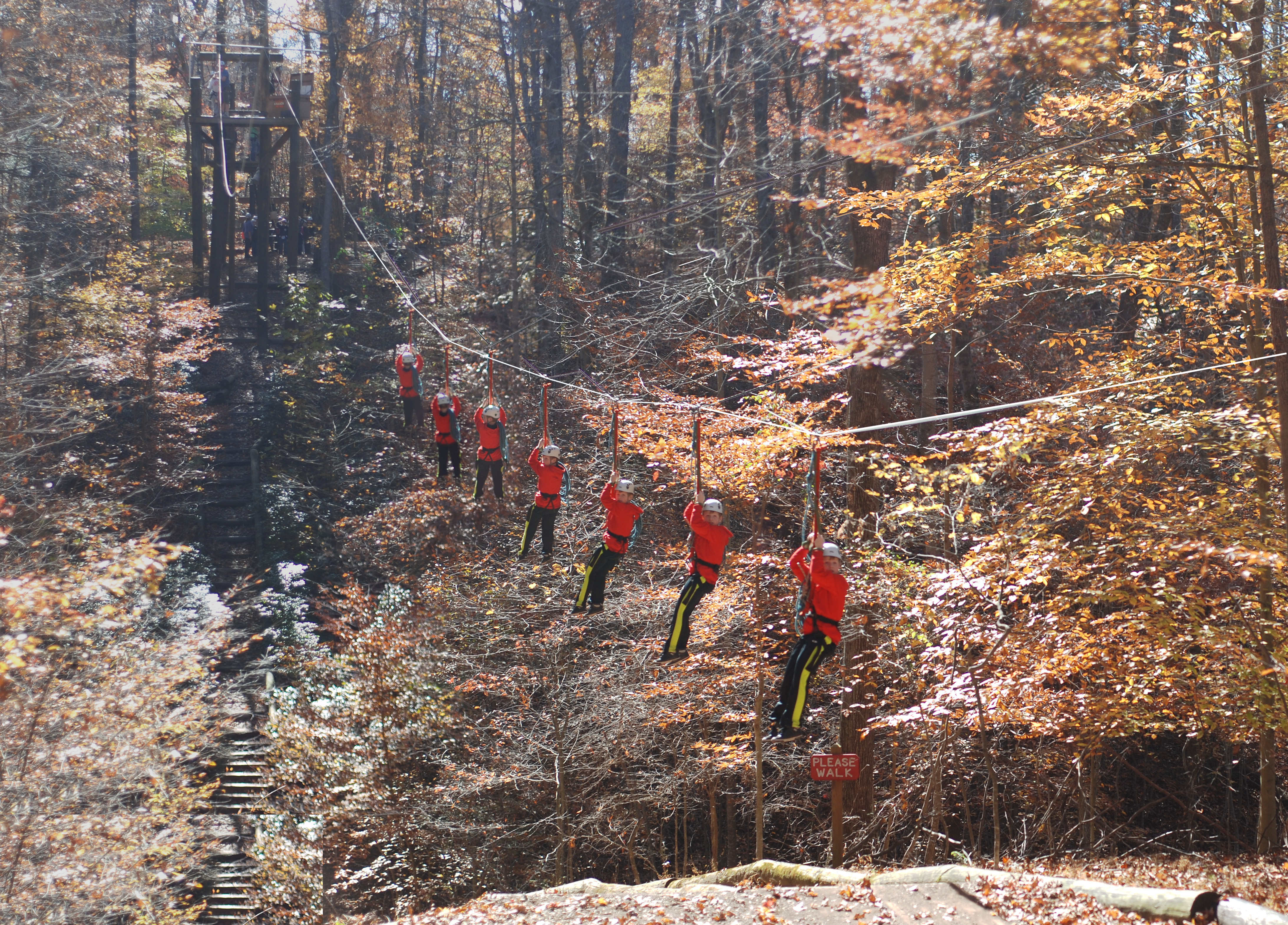
رياضة الانزلاق الحر في الشوكران بارك نغفل الإقليمي.

الانزلاق الحر و حبل الانزلاق أو الانزلاق بالحبل أو التَزَلُّق (بالإنجليزية: Zip line)‏ (نقحرة: زيب لاين) هي بكرة معلقة على سلك حديدي، وعادة ما تكون مصنوعة من الفولاذ المقاوم للصدأ، ومثبتة على منحدر. مُصمم لتمكين الحمولة أو الشخص المدفوع بالجاذبية الأرضية من الانتقال من أعلى إلى أسفل السلك الحديدي المائل عن طريق التمسك بالبكرة المتحركة بحرية أو التعلق بها. لا يقتصر استخدامه على رياضة المغامرة أو الترفيه أو السياحة، على الرغم من أن الاستخدام الحديث يميل إلى تفضيل تلك المعاني.